# ヨアヒム・フォン・ジーグロス
ヨアヒム・フェルディナント・マックス・フォン・ジーグロス（ドイツ語: Joachim Ferdinand Max von Siegroth, 1896年12月25日 - 1945年5月2日）は、ドイツの陸軍軍人。
最終階級は陸軍少将。彼は1945年5月に起きたハルべの戦いで行方不明になった。

## 生涯
1896年12月25日、ドイツ帝国のシュレジエン（現在のポーランドのドルヌィ・シロンスク県）の貴族ジーグロス家に生まれる。1903年から1907年まで貴族修道院に通い。1907年に陸軍士官学校に入校した。
1914年にドイツ帝国陸軍に入隊し、タンネンベルクの戦いに参加し爆弾の破片により足に重傷をおった。その後西部戦線に送られ、終戦を迎える。その間に二級鉄十字章や戦傷章などの勲章を受賞したが、兄が戦死。最終階級は中尉。
1919年に退役し、警察官となる。1933年には警察少佐として警察学校の校長になり、1935年陸軍少佐として軍に復帰。ドレスデン陸軍学校の戦術教官となる。
独ソ戦開戦初頭はヴュリニスの戦い、スモレンスクの戦い、タイフーン作戦、などに参加し、12月にドイツ十字賞を受賞する。1942年大佐に昇進。第9軍の一員としてルジェフの戦いに参加した。1943年はブリャンスクでも活動し、11月に名誉鑑賞を受賞。1944年に7月に第6師団師団長に就任し11月にメスの戦いに参加した。ここでの戦功により、少将に昇進し、その後テオドーア・ブッセ大将の推薦もあり、騎士鉄十字章を受賞。
1945年2月第712歩兵師団師団長に就任、以後ハルべの戦いで行方不明になるまで師団長を勤めた。1945年4月、ヴァイクセル軍集団の第9軍の一部としてゼーロウ高地の戦いに参加し奮戦したがそれが仇となり、ソ連軍にハルベで包囲される（ハルべの戦い）。包囲されたジーグロスらの第712歩兵師団は第9軍の他の部隊と共に脱出をはかったが、5月2日に行方不明となる。おそらく戦闘中に戦死したと思われる。　その後、生前の彼の功績を讃え5月9日に柏葉付騎士鉄十字章が授与された。

## 軍職
| 軍職                                              | 軍職                                                                | 軍職      |
| ------------------------------------------------- | ------------------------------------------------------------------- | --------- |
| 先代 Generalleutnant en:Friedrich-Wilhelm Neumann | Commander of 712. Infanterie-Division 25 February 1945 – 2 May 1945 | 次代 None |